# Mount Rainier
Mount Rainier [maʊnt rəˈnɪər] ist ein Schichtvulkan und Zentrum des Mount-Rainier-Nationalparks 87 km südöstlich von Seattle in Pierce County, US-Bundesstaat Washington. Mit 4392 Metern ist er der höchste Gipfel der Kaskadenkette und des Bundesstaats Washington.

## Geologie
Der Mount Rainier ist ein etwa 500.000 bis 1 Million Jahre alter Schichtvulkan. Durch sein enormes Wachstum auf eine Höhe von über 4300 Meter vergletscherte seine Spitze. Während der letzten 65.000 Jahre hat der Mount Rainier mindestens drei ausgedehnte Perioden der Vergletscherung durchgemacht. Die letzte ausgedehnte Vergletscherung war vor etwa 25.000 bis vor 10.000 Jahren. Während dieser Zeit war Mount Rainier vollständig von Eis bedeckt. Einige seiner Gletscher reichten bis in eine Entfernung von 60 Kilometer vom Berg. Gletscherkare und Kämme zerstörten die glatte, symmetrische Form des Vulkans. Felsrutsche, Lawinen und Lahars führten dazu, dass Mount Rainier etwa ein Drittel seines Volumens verlor. Der Einsturz des Berggipfels vor etwa 5800 Jahren löste einen der verheerendsten Lahars der Geschichte aus. Mehr als 300 Quadratkilometer des White-River-Tales und des angrenzenden Tieflandes wurden verwüstet. Das Volumen dieses Osceola-Schlammflut genannten Lahars wurde auf etwa 3,8 Kubikkilometer berechnet. Er hat Täler mit bis zu 200 Meter Sediment verfüllt, eine Strecke bis zu 120 Kilometern zurückgelegt und floss unter Wasser noch 20 Kilometer am Grund des Puget Sound weiter.
Vor etwa 2500 bis vor 2000 Jahren veränderte eine Reihe von Ausbrüchen das Bild des Mount Rainier erneut. Ein neuer, 300 Meter hoher Gipfelkegel wuchs auf den Trümmern des zerstörten alten Kraters empor. Eine kurze Eruption schuf einen zweiten Krater östlich des ersten. Die Stelle, an der sich die beiden Krater überlappen, wird Columbia Crest genannt und ist heute der höchste Punkt des Mount Rainier.
Die letzte aufgezeichnete Eruption fand zwischen 1820 und 1854 statt, es existieren jedoch Augenzeugenberichte über mehrere Ausbrüche im späten 19. Jahrhundert (Harris, 1888). Dokumentiert ist ein heftiger Ausbruch des Mount Rainier am 23. November 1843.
Obwohl zurzeit keine Gefahr eines Ausbruchs besteht, zählen Geologen ihn zu den schlafenden Vulkanen und gehen davon aus, dass der Vulkan erneut ausbrechen wird. Lahars sind die größte Gefahr, die von Mount Rainier ausgeht, aber er ist auch in der Lage, pyroklastische Ströme zu verursachen und heiße Lava auszustoßen. 1947 ging eine Schlammflut den Kautz Creek hinab und verwüstete den tiefer gelegenen Wald. 1963 wurde an der Nordseite des Little Tahoma Peak, vermutlich durch eine vulkanische Dampfexplosion, eine Steinlawine ausgelöst, die sechs Kilometer weit in das White River Tal hinabging und nur einen Kilometer vor einem Campingplatz zum Stillstand kam.

### Klima
Durch seine Höhe erzeugt Mount Rainier sein eigenes Mikroklima. Die durchschnittlichen Niederschläge liegen nahe Paradise bei jährlich 2500 Millimeter, die meist als Schnee fallen. Durchschnittlich fallen im Winter bei Paradise 17 Meter Schnee, der Rekord lag im Winter 1971/72 mit fast 28,5 Meter Neuschnee. Von Februar 1971 bis Februar 1972 fielen insgesamt 31,1 m Schnee. Im Regenschatten des Gipfels im Nordosten sind die Niederschläge deutlich geringer, im Nordwesten dagegen höher. Die Tagestemperaturen liegen im Sommer bei Paradise um 15 Grad Celsius, im Winter um −2 Grad Celsius.

### Gletscher
Die heute den Mount Rainier bedeckenden Gletscher bilden mit einer Fläche von über 90 Quadratkilometern das größte zusammenhängende Gletschergebiet eines einzelnen Berges der USA außerhalb Alaskas. Die jährlichen Niederschläge von bis zu 28 Metern Schnee speisen die Gletscher, so dass sie heute als stabil gelten. Die Vergletscherung führt dazu, dass sich der Berggipfel durch Lawinen und Felsrutsche weiter verändert. Von den insgesamt 26 Gletschern ist der Emmons Glacier der größte, der zweitgrößte ist der Carbon Glacier, der über 6,5 Kilometer nach Nordwesten fließt. Weitere Gletscher sind unter anderem der Nisqually Glacier, der North Mowich Glacier, der Tahoma Glacier, der Winthrop Glacier und der Cowlitz Glacier.
Im Paradise Glacier befinden sich die Paradise Ice Caves, die 1978 als das weltweit größte Gletscherhöhlensystem mit einer Gesamtlänge von etwa 13 Kilometern vermessen wurden.
Die Flüsse White, Carbon, Puyallup, Nisqually und Cowlitz entspringen Gletschern des Mount Rainier.

## Flora und Fauna
Durch seine Höhe und seine reichen Niederschläge bestehen am Mount Rainier mehrere Vegetationszonen. Während der Fuß des Bergs teils in dichten Urwald oder gar Regenwald gehüllt ist, geht die Vegetation in höheren Lagen in Gebirgswald und schließlich in eine subalpine Wald- und Wiesenlandschaft mit einer im Sommer überaus reichlichen Blütenvielfalt über. Oberhalb der Baumgrenze in einer Höhe ab 2100 Metern beginnt eine arktisch-alpine Vegetation, oberhalb von 2700 Metern ist die Zone des ewigen Schnees. Die verschiedenen Vegetationszonen sind Lebensraum für über 50 Säugetier- und über 140 Vogelarten.

## Geschichte

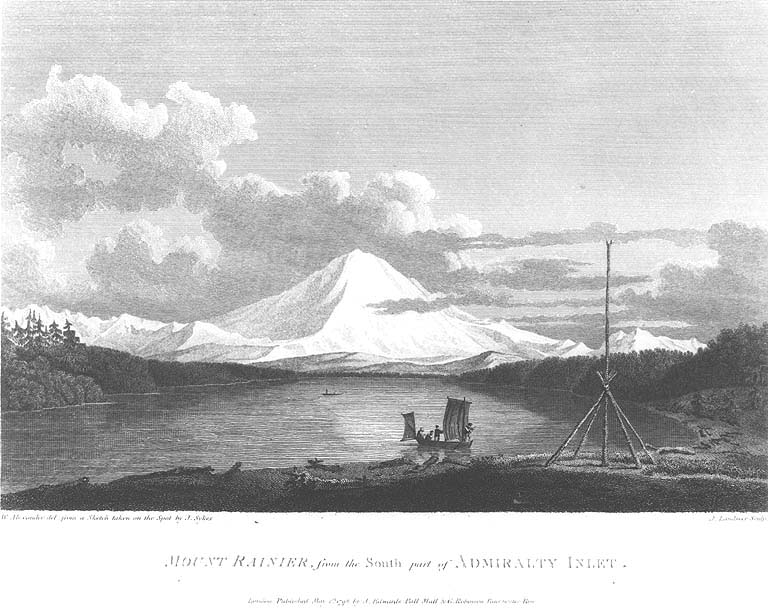
Klallam auf der Entenjagd, im Hintergrund der Takhoma (Mount Rainier)

Die Ersten, die die Region besiedelten, waren die Ureinwohner Nordamerikas. Als die ersten Europäer das Gebiet erforschten, trafen sie auf Angehörige zweier Sprachgruppen, die Salish, genauer die Küsten-Salish und Binnen-Salish, und die Sahaptin, die sich kulturell, ähnlich wie die Salish, in Gruppen der küstennahen Lebensweise und solche der trockeneren, östlichen und südlichen Zonen unterscheiden lassen. Den Küsten-Salish gehörten die Nisqually, Cowlitz, Puyallup und Muckleshoot an, den Binnen-Salish die Wenatchi, den Sahaptin die Yakama, die bis 1994 Yakima genannt wurden, die Meshal, Upper Cowlitz. Hinzu kamen Angehörige der Klickitat, einer Sahaptin-Kaskadengruppe, die so heißen, weil sie in den Cascade Mountains lebten. Dabei muss berücksichtigt werden, dass es nicht die Stämme (tribes oder bands) waren, die den Berg zu verschiedenen Zwecken aufsuchten und bewohnten, sondern autonome Hausgruppen. Die Küstengruppen beanspruchten dabei eher dauerhaften Zugang zu den Ressourcen ihrer Region, während die Binnengruppen kein Konzept von Landeigentum besaßen. Es ging immer nur um Nutzungsrechte, die aber prinzipiell allen offenstanden. So gingen alle umwohnenden Gruppen in die Berge, um Beeren zu sammeln oder zu jagen, wobei gewisse gewohnheitsmäßige Ansprüche und sich überlappende Grenzen bestanden.
Die Stämme besaßen innerhalb des späteren Parkgebiets kein einziges Dorf. Nur wenige Artefakte von Lagern sind daher auffindbar, hinzu kommen Gestelle, Darren und präparierte Flächen zum Trocknen von Fleisch und von Beeren, sowie Schwitzhütten. In letzteren bereiteten sich die Männer auf die Jagd vor, die sich vor allem auf Hirsche, Schneeziegen und Dickhornschafe, selten auf Schwarzbären richtete. Einigen Gruppen galten sie als Verwandte, anderen war im Spätsommer das Fleisch zu fett. So waren Bären bis in die 1920er Jahre überaus zahlreich und im gesamten Parkgebiet verstreut. Murmeltiere, Gänse und andere Vögel wurden ebenfalls bejagt. Die getrockneten Beeren, etwa Blaubeeren oder Huckleberrys (vor allem im Süden und Nordwesten des Parks, wo sich etwa neun Sammelschwerpunkte erkennen lassen), wurden in Säcken von zahlreichen Sammelgruppen zu Tal getragen, wobei Beerensammeln Frauenarbeit war. Um den Beeren Platz zu verschaffen, wurde dort gezielt Feuer eingesetzt. Fisch spielte angesichts der geringen Bestände fast keine Rolle, sieht man von geringen Lachs- und Regenbogenforellenfängen ab.

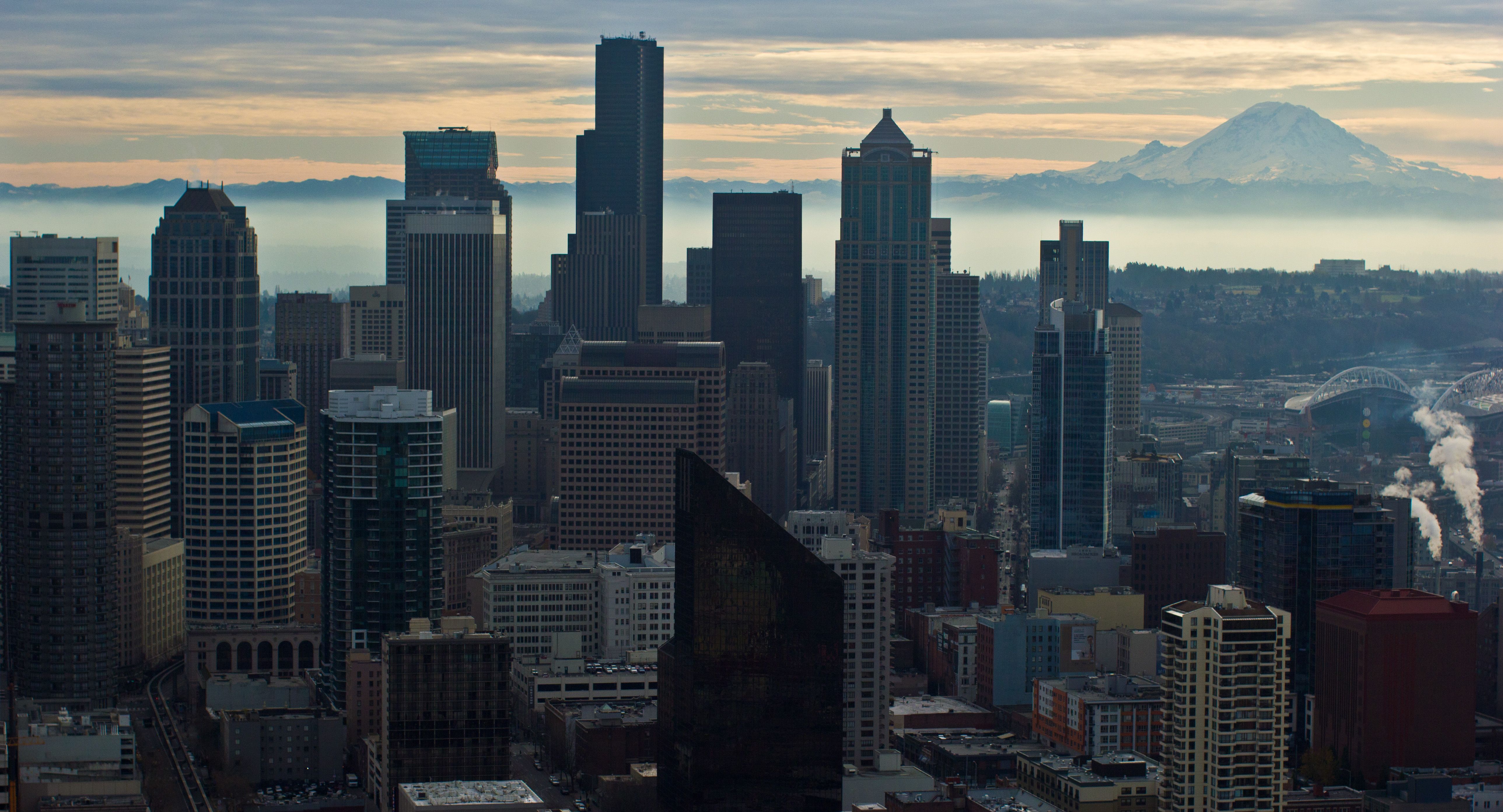
Mt. Rainier von der Seattle Space Needle aus gesehen

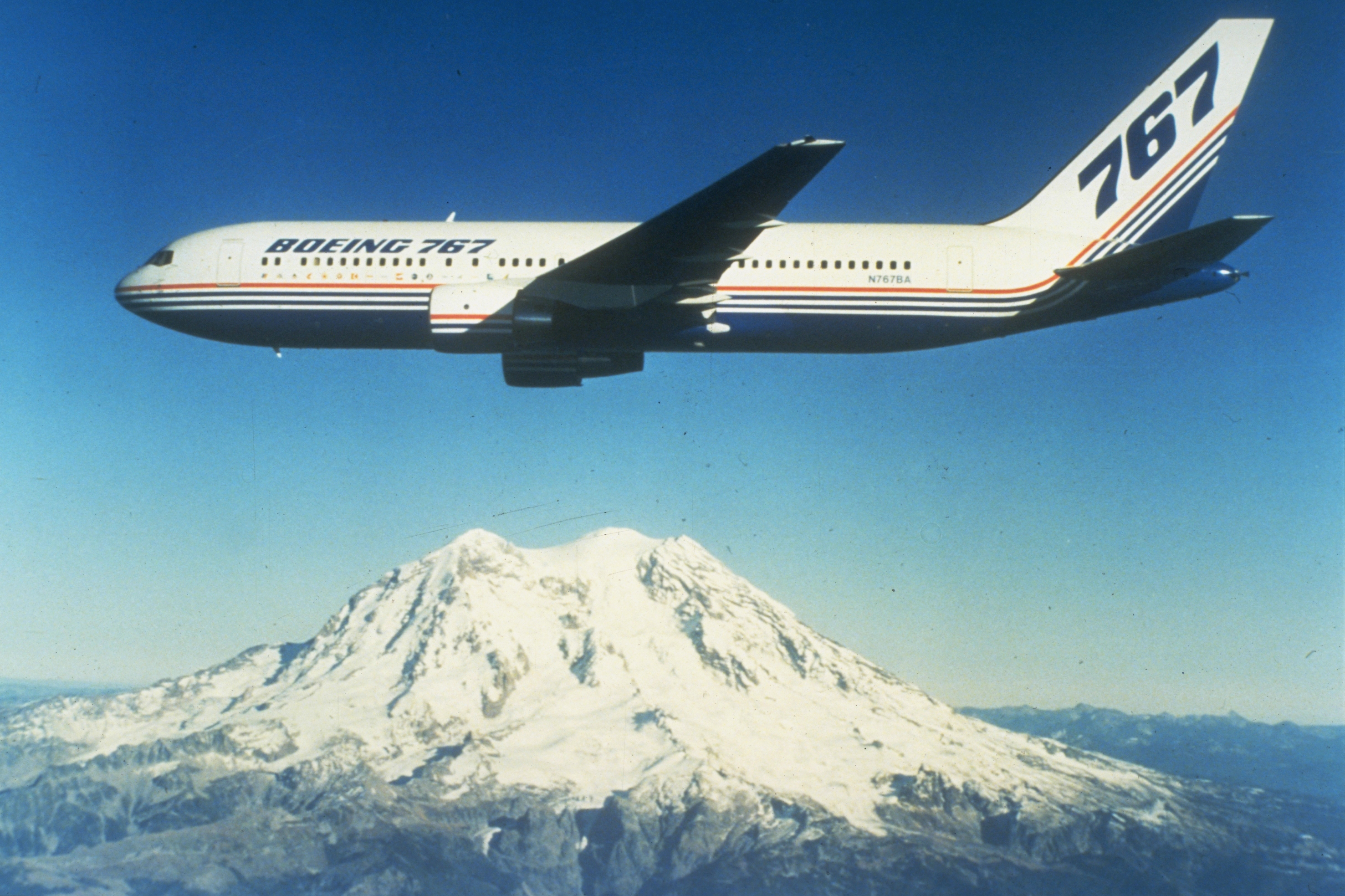
Boeing 767 over Mount Rainier, circa 1980s

Für die Ureinwohner war der Berg eine Göttin und er wurde in zahlreichen Sprachen Takhoma genannt, möglicherweise abgeleitet von dem Puyallup-Wort tacobet. Die Bedeutung dieses Wortes war in den verschiedenen Sprachen unterschiedlich und hing mit der jeweiligen Kultur und dem Standort der Gruppen zusammen. So konnte es Großer Berg, Schneespitze, Ort, von dem das Wasser kommt, Brust der milchweißen Wasser oder der große Donnerbringer nahe dem Himmel bedeuten. Die Legenden der Ureinwohner berichten von den Launen der Göttin, die ohne Vorwarnung Blitze vom Himmel schleuderte und Überschwemmungen schickte, die ganze Wälder zerstörte. Eine andere Legende weiß, dass der weibliche Berg Takhoma von den anderen Bergen vertrieben wurde, und dass ihr Sohn nun das Wasser bereithalten musste. Auf dieser Legende basiert die Deutung des Namens als Wasserjunge. In jedem Falle wurde der Berg gelegentlich zu spirituellen Zwecken aufgesucht, insbesondere, um eine Schutzmacht zu finden.
Die überaus hohen Pässe machten darüber hinaus den Handel zwischen den Stämmen schwer. Zahlreiche Pfade um den Berg dienten vor allem dem Gütertransport. Auslöser der intensiven Handelstätigkeit war die Tatsache, dass sich die Stämme um den Berg in Lebensweise, Naturraum und Kultur stark unterschieden. Da die Binnenstämme über Pferde verfügten, waren sie die hauptsächlichen Initiatoren des Gütertausches. Sie konnten auch schwere Güter, wie Büffelfelle oder große Mengen an Beeren transportieren, aber auch Pfeifen und Tabak, Schmuck, Kleider, Heilkräuter. Die Küstengruppen ihrerseits brachten die begehrten Muscheln.
George Vancouver, der 1792 in den Puget Sound hineinsegelte, war der erste Europäer, der den Berg zu Gesicht bekam. Er benannte ihn nach seinem Freund Admiral Peter Rainier.
1833 erforschte William Tolmie das Gebiet auf der Suche nach medizinisch nutzbaren Pflanzen. Nach ihm folgten weitere Forscher. Hazard Stevens und Philemon Beecher van Trump waren die ersten, denen es 1870 gelang, den Gipfel zu erreichen; sie wurden dafür wie Helden gefeiert, John Muir folgte 1888. Muir war einer von vielen, der empfahl, den Berg zu schützen. Im Jahr 1893 wurde das Gebiet der Pacific Forest Reserve a hinzugefügt, um seine natürlichen Ressourcen wie Bäume und das Wasser der Flüsse und Bäche zu schützen.
In der Hoffnung, den Tourismus zu fördern, forderten die Eisenbahngesellschaften und die lokalen Geschäfte die Schaffung eines Nationalparks. Am 2. März 1899 erklärte Präsident William McKinley das Gebiet zum Mount-Rainier-Nationalpark, dem fünften US-amerikanischen Nationalpark.
1998 etablierte die United States Geological Survey das Mount Rainier Volcano Lahar Warning System, um die Evakuierung des Puyallup River Valley im Fall eines Erdrutsches zu unterstützen. Heute wird es vom Department of Emergency Management des Pierce Countys geleitet.
2012 entstand eine Initiative zur Wiederherstellung des indigenen Namens.
|  |  |  |

## Zwischenfälle
- Am 23. April 1965 wurde eine Douglas DC-6A der US-amerikanischen AAXICO Airlines (Luftfahrzeugkennzeichen N6541C) in 3108 Metern Höhe gegen einen Gletscher auf der Westflanke des Mount Rainier geflogen. Obwohl die Piloten auf einem Flug nach Sichtflugregeln unterwegs waren, befanden sie sich in Instrumentenflugbedingungen. Durch diesen CFIT (Controlled flight into terrain) wurden alle 5 Besatzungsmitglieder getötet, die einzigen Insassen auf dem Frachtflug.[9]